# Кингстон (Охајо)
Кингстон (енгл. Kingston) град је у америчкој савезној држави Охајо.

## Демографија
По попису из 2010. године број становника је 1.032, што је 0 (0,0%) становника више него 2000. године.
| Група             | 2000.         | 2010.         |
| Белци             | 1.014 (98,3%) | 1.008 (97,7%) |
| Афроамериканци    | 4 (0,4%)      | 6 (0,6%)      |
| Азијати           | 1 (0,1%)      | 0 (0,0%)      |
| Хиспаноамериканци | 6 (0,6%)      | 15 (1,5%)     |
| Укупно            | 1.032         | 1.032         |